# Ton Pentre Football Club
El Ton Pentre Football Club (en galés: Clwb Pêl-droed Ton Pentre) es un club de fútbol de Gales, con sede en Ton Pentre. Fue fundado en 1935 y compite en la South Wales Alliance League Premier Division, cuarta categoría del fútbol galés.

## Historia
Fue fundado en el año 1896 como un equipo de fútbol de la Unión de Rugby de la isla del sur de Gales, aunque oficialmente fue fundado en 1935.
Al finalizar la Segunda Guerra Mundial, el fútbol en Gales fue reorganizado en secciones este y oesteen las divisiones 1 y 2 del país, ambos con campeonatos independientes. Pentre estuvo en la sección oeste y fueron los primeros campeones de la sección.
El 15 de noviembre de 1986 enfrentaron al Cardiff City en la primera ronda de la Copa FA, victoria para los capitalinos 1-4 en el llamado Partido del Día. Fueron uno de los equipos fundadores de la Liga de Gales en 1992, aunque prefirieron ganarse el ascenso a la máxima categoría del país, el cual consiguieron al año siguiente.
En su segunda temporada en la máxima categoría clasificaron para jugar la primera edición de la Copa Intertoto de la UEFA en 1995, año en que la UEFA tomó la vieja Copa Intertoto, aunque perdió todos los partidos y ni siquiera marcaron un gol.Desafortunadamente, la experiencia europea demostró ser costosa. La "resaca europea" del equipo resultó en una pérdida de capital.El club casi se declara en insolvencia y en febrero de 1997 Ton Pentre anunció su renuncia a la Premier league galesa y regresar a la First Division.
Desde la retirada de la Premier, ganaron la First Division en cinco ocasiones consecutivas, desde la 1997/98 a la 2001/02, igualando el récord de la del Barry Town Untd.También logró dos dobletes, sumando la Copa Challenge de la Liga galesa.Después de dos temporadas sin títulos en la temporada 2004/05 vuelve a ganar la First Division.
Debido a la reorganización del fútbol galés durante la temporada 2009-10, la zona de descenso se incrementó de 3 a 5 puestos.La derrota por 3 a 2 contra Pontardawe Town confirmó por primera vez el descenso en la historia del club.La temporada siguiente vuelve a ascender terminando invicto la temporada

## Palmarés
- Segunda División de Gales (7): 1992-93, 1997-98, 1998-99, 1999-00, 2000-01, 2001-02, 2004-05

## Participación en competiciones de la UEFA
- Copa Intertoto de la UEFA: 1 aparición

1995 - 5º Lugar Grupo 4
| Temporada | Competición   | Ronda   | Club                | Marcador |
| --------- | ------------- | ------- | ------------------- | -------- |
| 1995      | Intertoto Cup | Grupo 4 | SC Heerenveen       | 0-7 (C)  |
| 1995      | Intertoto Cup | Grupo 4 | Békéscsaba Előre FC | 0-4 (F)  |
| 1995      | Intertoto Cup | Grupo 4 | UD Leiria           | 0-3 (C)  |
| 1995      | Intertoto Cup | Grupo 4 | Næstved BK          | 0-2 (F)  |